# キッズgoo
キッズgoo（キッズグー）は、かつてNTTレゾナント（goo運営元）が運営していた子供向けの日本語ポータルサイト。2017年3月31日をもってサービスを終了した。

## 概要
子供（小学校低学年から）向けの学習・サイエンス・娯楽・漫画・クイズなどのコンテンツやこどもが扱いやすいように機能を特化した検索エンジンなどを提供する。
検索機能はgooの検索エンジンにフィルタリング機能と振り仮名機能を付けたもので、卑猥なものや暴力的なものなど小学生に不適切な内容を遮断したり、総ルビ表示で小学生には読めない漢字に自動で仮名を振ることができる（但し、ルビ機能では人名など読み方が複数ある場合などは間違った読みを表示することもある）。また、「ジャンル別サーチ」に入っているものは検索結果と一緒にサムネイル画像が表示される。
フィルタリング時には、有害でないサイト、政治的サイトも遮断されるサイトがある。
2001年7月23日よりサービスを開始したが、2017年3月31日をもってサービスを終了した。2022年6月以降現在、利用不可能である。

## マスコットキャラクター
マスコットキャラクターは実在する動物のような外観だが、実際はすべて架空の動物である。
- ぐっぴょん
- ちょっぴ
- シャモ
- パリンちゃん
- おじいちゃん

### 2011年から新たに加わったキャラ
- ミント
- サクラ